# Актюбрентген
АО «Актюбрентген» — завод по выпуску медицинской техники. Основным профилем деятельности предприятия является производство рентгенодиагностического оборудования медицинского назначения..

## История
В конце 1941 года «Московский союзный государственный рентгеновский завод» был эвакуирован в г. Актюбинск Казахской ССР. В короткие сроки, что определялось особыми требованиями военного времени, была подготовлена эффективная производственная база и, в мае 1942 года предприятие приступило к выпуску продукции оборонного назначения. Численность рабочего персонала к началу пуска первой линии завода в феврале 1942 года составила 250 человек, а к ноябрю 1942 года 800 человек. При заводе было создано подсобное хозяйство (20 гектар посевной площадки) выделили 12 голов рабочего скота (в том числе 10 верблюдов), но в 1942 году это хозяйство принесло заводу убыток в размере 70 тысяч рублей: было собрано вместо запланированных 4 тысяч центнеров зерна только 392,5 центнера.
После окончания войны предприятие перешло на выпуск продукции мирного назначения. Производство быстро росло и развивалось. Важно отметить, что и в советское время предприятие активно развивало процесс производственной диверсификации с целью оптимизации загрузки производственных мощностей, что, в принципе, не характерно для экономики советского периода. Так, наряду с рентгеновскими медицинскими аппаратами были освоены к производству рентгеновские аппараты для промышленной дефектоскопии, а также разнообразные товары народного потребления, агрегаты для фильтров газоочистки и т.п., совокупно имевшие большой спрос не только на территории СССР, но и за рубежом. 
Стремительный рост показателей хозяйственной деятельности предприятия особо отмечен в связи с введением нового производственного комплекса в 1980 году. Завод по праву вошёл в число крупнейших специализированных предприятий союзного значения. В 1990 году предприятие располагало 80 тысячами квадратных метров производственной площади, а также численностью сотрудников – 4,5 тысячи человек. Объёмы производства составляли до 6 тысяч рентгеновских аппаратов в год.
В 1998 году предприятие прошло процедуру реорганизации и в настоящее время АО «Актюбрентген» является частным предприятием.

## Продукция
- Аппарат рентгеновский диагностический переносной 12L7 «ARMAN-2»;
- Аппарат рентгеновский флюорографический цифровой 12ФК1 ФЛЮАРКОМ
- Аппарат рентгеновский флюорографический цифровой "Жеңіс"
- Комплекс рентгенографический диагностический стационарный РДК «АРДИАГНОСТ-6»;
- Комплекс рентгеновский флюорографический цифровой передвижной "КРФ-112 ФЛЮКАР"
- Комплекс рентгеновский диагностический стационарный РДК «АРДИАГНОСТ-8».[6].
- Комплекс рентгеновский маммографический передвижной КАРМ-У Маммокар-у
- Комплекс рентгеновский стоматологический передвижной универсальный КАРСт-У Стомкар-У
- Аппарат рентгеновский маммографический AR-Mammo